# Un peu de sérieuxe
 (mars 2020).
Un peu de sérieuxe (Time To Get Cereal), également orthographié Un peu de sérieuks est le sixième épisode de la saison 22 de South Park, et le 293e épisode de la série. Cet épisode signe le retour d'Al Gore et de l'Homoursporc (depuis l'épisode Homoursporc). Il est la première partie d'un double épisode. Vous êtes sérieuxe ? (Nobody Got Cereal en VO), l'épisode suivant, en est la deuxième partie.
L'homoursporc apparaît à South Park, les enfants doivent demander l'aide d'une vieille connaissance.

## Résumé
Alors que Jimbo et Ned chassent dans la plantation Tégrité, l'Homoursporc apparaît et Stan reconnaît la créature. 
Puis l'Homoursporc se met à attaquer la ville, tandis que les policiers croient qu'il s'agit d'une nouvelle fusillade. 
Les garçons vont faire appel à Al Gore pour régler le compte de la créature, mais ce dernier se souvient de la trahison des enfants (dans l'épisode Homoursporc) et refuse sauf s'ils deviennent sérieuxes. 
Les enfants eux-mêmes sont accusés des crimes de l'Homoursporc ; ils sont prisonniers et Al Gore a disparu.